# Улица Ярослава Гашека (Санкт-Петербург)
Улица Яросла́ва Га́шека — одна из основных транспортных «артерий» Фрунзенского района Санкт-Петербурга. Проходит от Балканской площади, на которой располагается станция метро «Купчино», до пересечения с Малой Карпатской улицей. Идёт по южной части Фрунзенского района с запада на восток.

## История
Улица названа 2 ноября 1973 года в честь чешского писателя-сатирика Ярослава Гашека. В 1974 году от Купчинской улицы к железнодорожной платформе «Купчино» был пущен трамвай. В 1975 году на углу с Купчинской улицей был открыт универсам «Южный». В 1987 году были открыты кинотеатр «Балканы» (снесён в 2015 году) и Медицинский центр микрохирургии глаза. В 1999 году неоязычники на пустыре между Бухарестской улицей и Загребским бульваром возвели «капище Перуна», которое просуществовало до 2007 года.

## Достопримечательности
На улице установлен бюст Святослава Фёдорова на территории МНТК «Микрохирургия глаза» (дом 21). Скульптор Л. К. Лазарев.
На улице Ярослава Гашека жил знаменитый математик Григорий Перельман

## Озеленение
В начале улицы по южной стороне на участке между Малой Балканской и Будапештской засажены 16 лиственницами. Далее по южной стороне между Будапештской и Бухарестской существуют насаждения из вязов в два ряда (88 деревьев в двух кварталах), которые отделяют тротуар от проезжей части. По северной стороне улицы тротуар от проезжей части отделяет газон в три метра шириной.

## Пересечения
При движении от Балканской площади улица Ярослава Гашека пересекается или граничит со следующими улицами и площадями:
- Балканская площадь - улица Ярослава Гашека примыкает к ней.
- Малая Балканская улица - пересечение
- Купчинская улица - пересечение
- Будапештская улица - пересечение
- Загребский бульвар - пересечение
- Бухарестская улица - пересечение
- Малая Карпатская улица - улица Ярослава Гашека примыкает к ней.

Координаты начала: 59°49′48″ с. ш. 30°22′50″ в. д.

Координаты конца: 59°50′28″ с. ш. 30°25′24″ в. д.

## Транспорт
- Балканская площадь - автобусы (50, 53, 54, 56, 74, 96, 157, 159, 225, 246, 253, 282, 288, 326), троллейбусы (39, 47) и трамваи (25, 43, 45, 62).
- Пересечение улиц Малой Балканской и Ярослава Гашека: автобусы (50, 53, 54, 56, 96, 159, 246, 253, 282, 288, 326), троллейбусы (39, 47) и трамваи (25, 43, 45, 62).
- Пересечение улиц Купчинской и Ярослава Гашека: (50, 53, 54, 56, 159, 246, 253, 282, 288, 326), троллейбусы (39, 47) и трамваи (25, 43, 45, 62).
- Пересечение улиц Будапештской и Ярослава Гашека: автобусы (53, 54, 56, 159, 225, 253, 282, 288), троллейбусы (39, 47), трамваи (45, 62) и маршрутка "ТРЦ РИО - улица Олеко Дундича".
- Пересечение Загребского бульвара и улицы Ярослава Гашека: трамваи (45, 62).
- Пересечение улиц Бухарестской и Ярослава Гашека: автобусы (56, 57) и трамваи (45, 49, 62).
- Пересечение улиц Малой Карпатской и Ярослава Гашека: автобус (96).

## Галерея

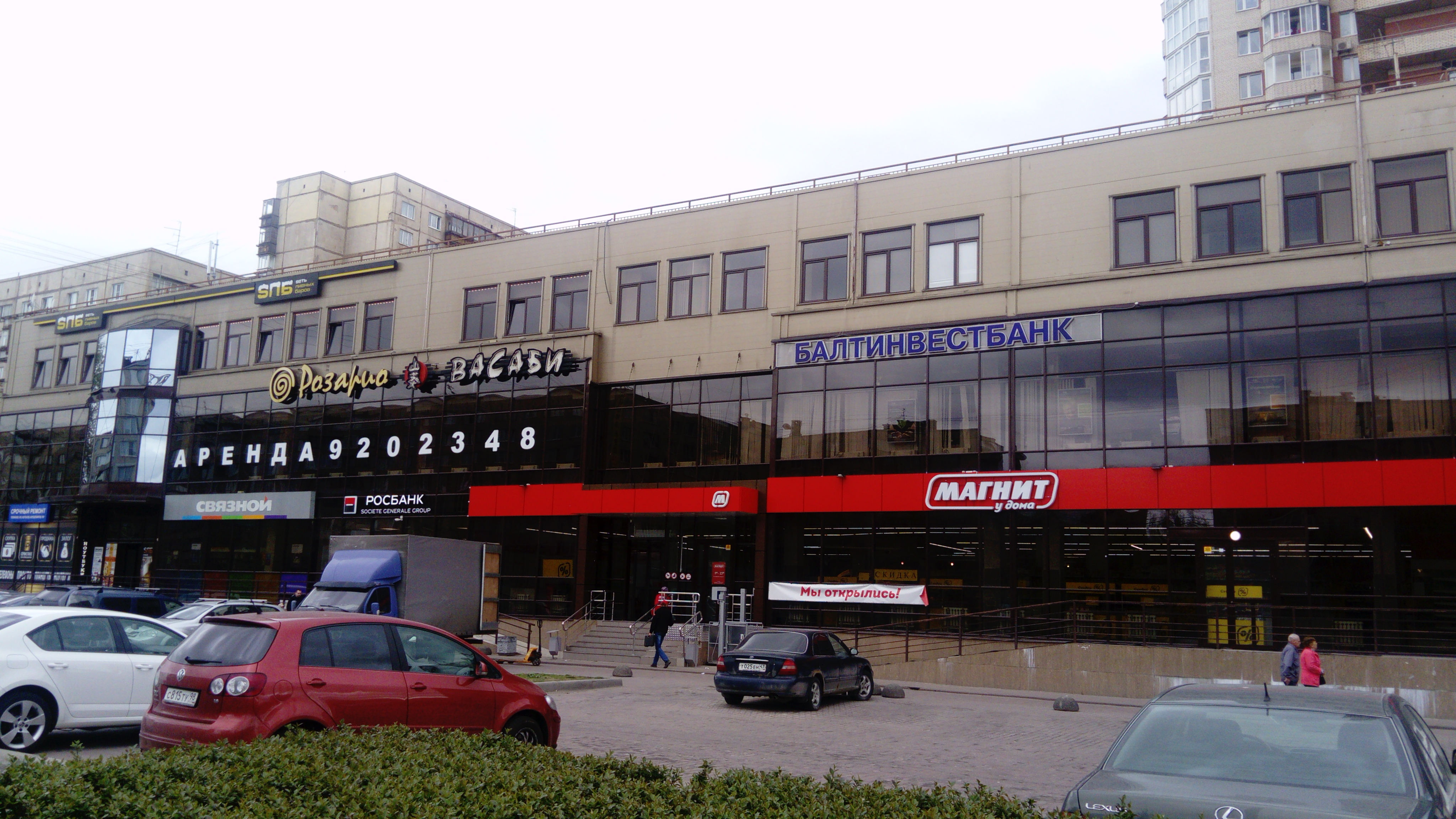
Торговый комплекс «Балатон» (д. 5)
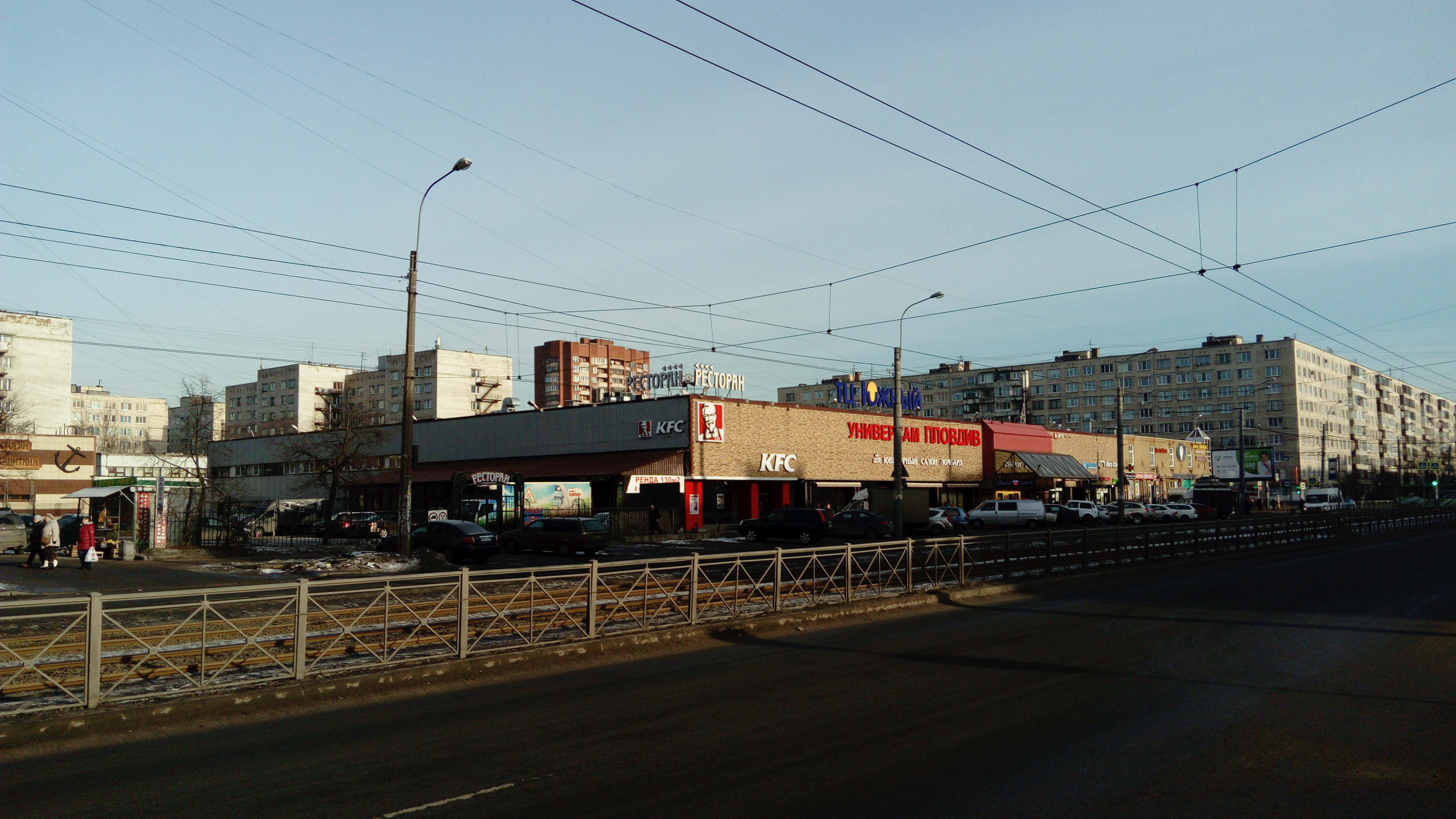
Универсам «Пловдив» (д. 6) — бывший универсам «Южный»
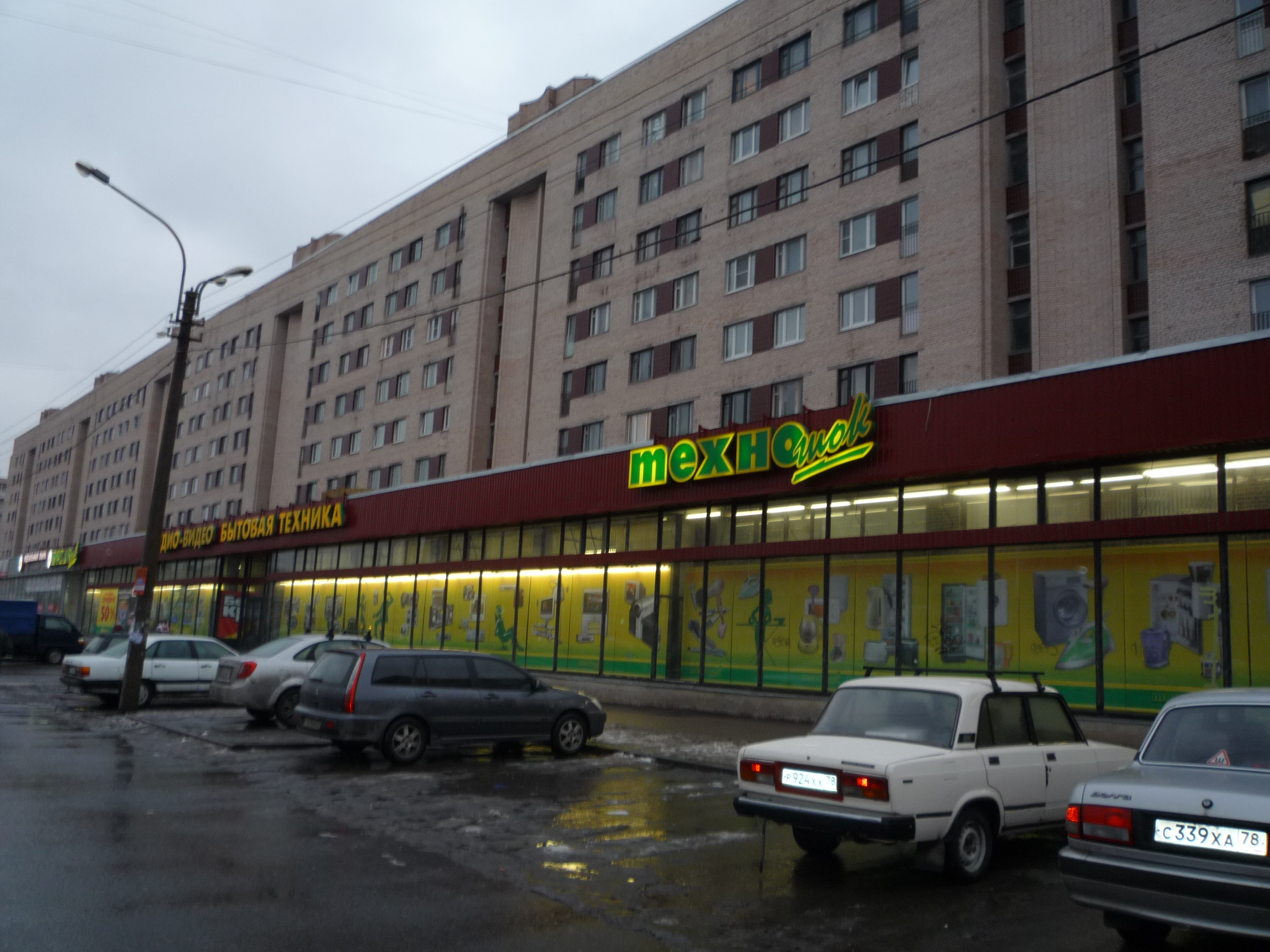
«Феникс» (д. 9): «Техно-шок» (ныне не действует), Пятёрочка[4] и др.
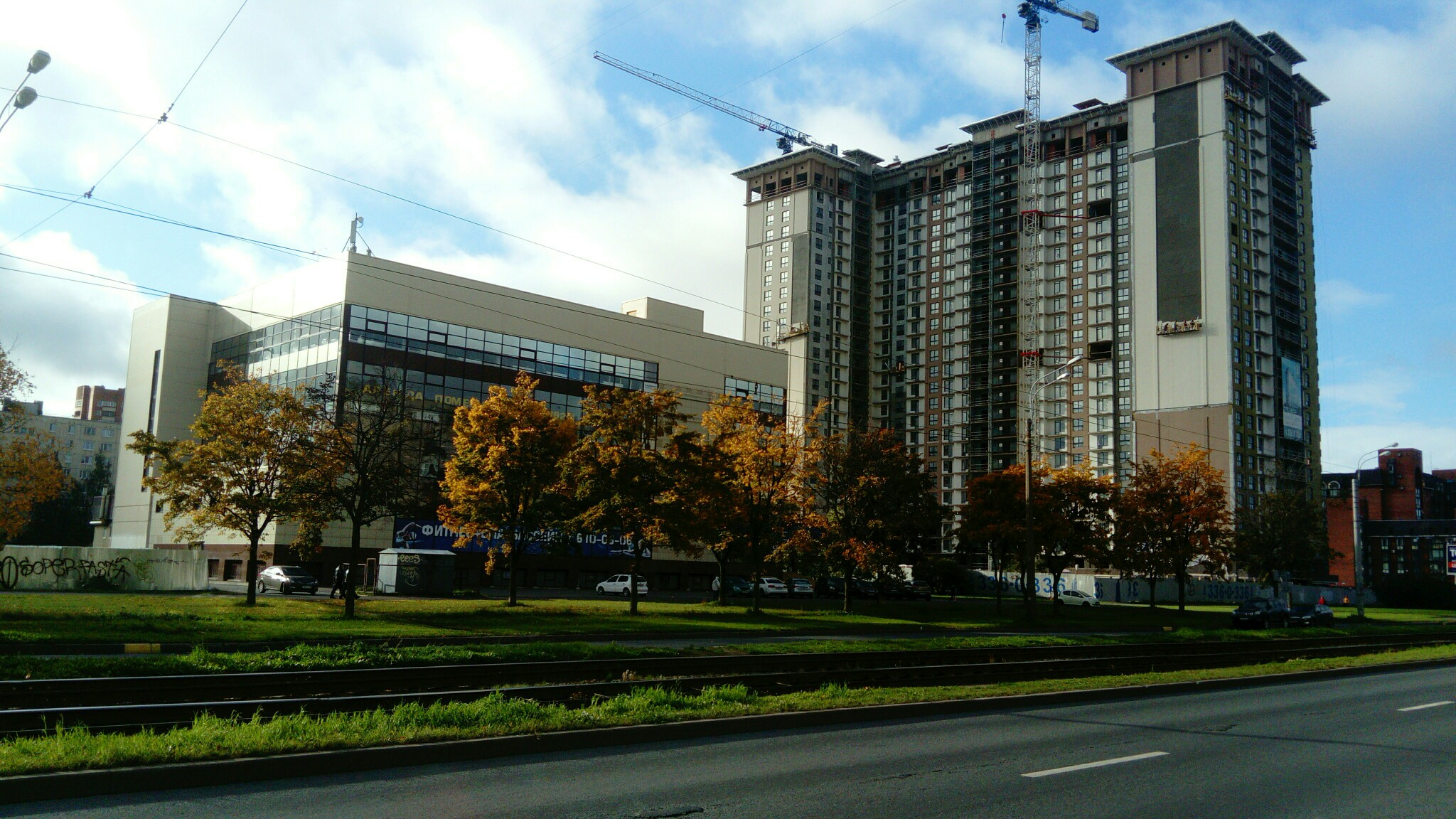
Фитнес-хаус (д. 17)